# Tomate Raf
El tomate Raf o tomate asurcado o pata negra es una variedad de tomate (Solanum lycopersicum, Solanaceae) obtenido a partir de la selección artificial practicada sobre los tomates tradicionales que se plantaban al aire libre desde 1969. Su origen se encuentra en la Vega de Almería. El raf es un tomate del tipo marmande que destaca por su sabor y textura.
Es un tipo local español del tomate Heirloom. Se caracteriza por su forma arriñonada y su amplia variedad de colores y tamaños. Es especialmente sensible a las enfermedades y tiene una corta vida tras su recolección. Se valora por su sabor.

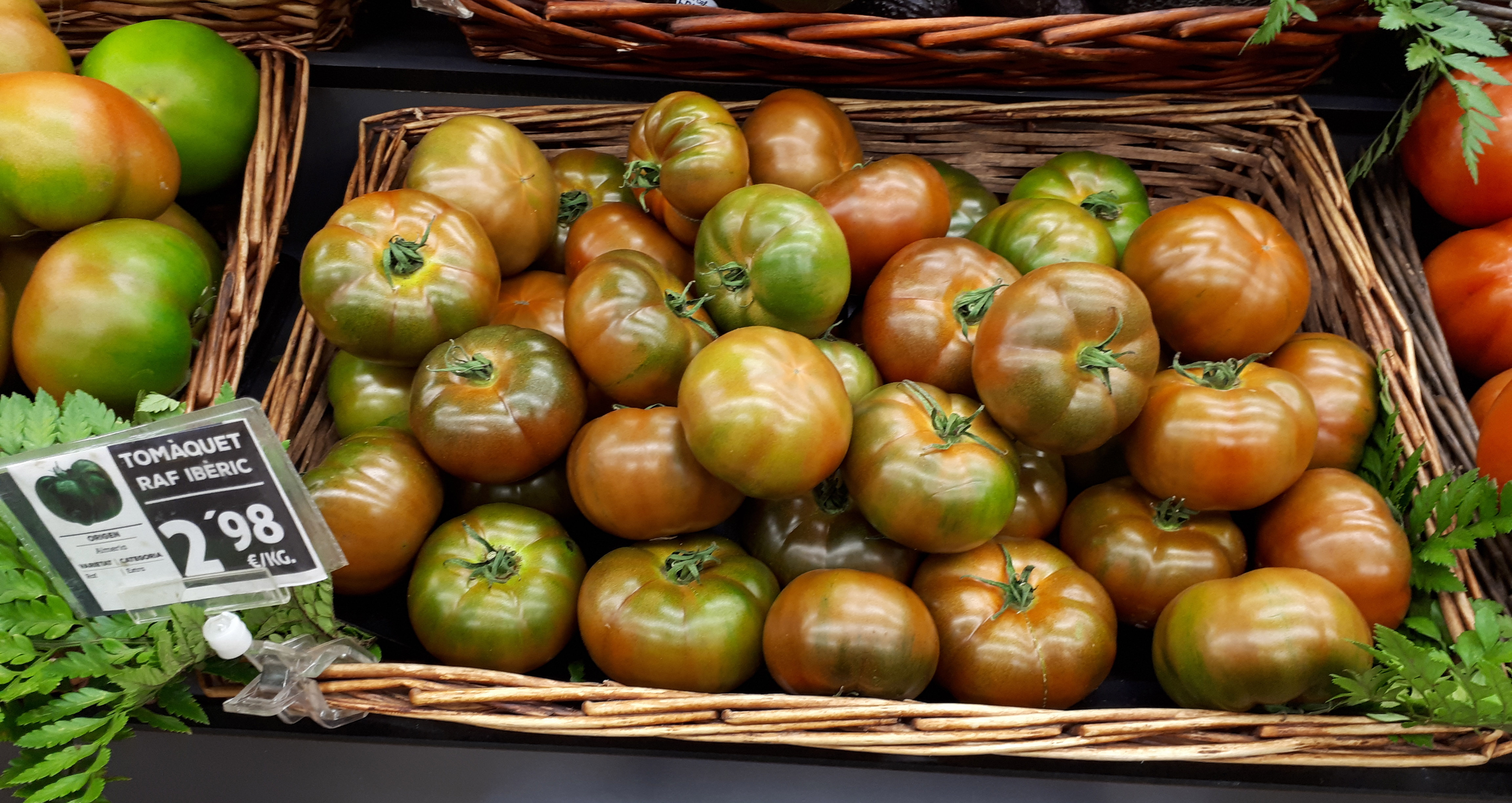
Tomates raf

El nombre de raf hace referencia a las siglas de Resistente al Fusarium. Esa resistencia al fusarium o (Fusarium oxysporum lycopersici) fue una de las causas de su popularización en el cultivo. El raf es producto de una selección de los tomates tradicionales, por lo que no es un tomate híbrido. Por degradación de su semilla se está dejando de plantar y se está popularizando mucho una variedad muy parecida llamada “Delizia”.
En España las zonas de producción más relevantes para este tipo de tomate son La Cañada de San Urbano y el parque natural del Cabo de Gata-Níjar, por la zona de ”Los Martínez”, ambas en la provincia de Almería.
Variedades muy parecidas, y a veces confundidas con el raf y/o delizia por su forma y color, son "adora", “tigre” o “dumas”.
Características:
- Su cuello negro y sus vetas al madurar lo convierten en un tomate único en su especie.
- En el centro del tomate sus hojitas cuando comienza a madurar se cierran, a diferencia de los de imitación que se abren.
- La parte de abajo del tomate es picuda.
- Su sabor es más dulce.

## Características
Su morfología es especial y muy característica. Es un fruto de forma irregular con profundos surcos que terminan en el centro, de forma ovalada y achatado por los extremos. Estos surcos lo hacen muy reconocible y dan fe de su calidad. Su color es de un verde intenso con pinceladas que se aproximan al negro en su parte superior (cuello).
En su interior se encuentra la pulpa con una coloración rosácea, de textura compacta muy firme y jugosa, carnoso y con semillas pequeñas. Es consistente y, por lo general, tiene un delicioso sabor dulce (9 grados brix) debido al equilibrio entre los en azúcares y la acidez de tipo cítrica y málica. La maduración se produce de dentro a fuera.
La tomatera es una planta vigorosa pero las producciones actuales intentan rebajar este vigor original lo que ha hecho que se englobe dentro de los portes semideterminados y de vigor medio. Su envergadura natural puede alcanzar los 4 m mientras que en producción rara vez se le deja pasar del metro y medio.
El motivo de que el tomate raf sea tan peculiar se da por sus condiciones de cultivo. Necesita un agua con cierta salinidad para que el fruto contrarreste generando azúcares. Se ha cultivado desde hace décadas. Originalmente se cultivaba al descubierto aunque ahora se hace bajo plástico en calle o bajo malla. 
La producción suele estar limitada a unas 500 hectáreas y el rendimiento de una planta suele estar en torno a los 4 o 5 kilos. El rendimiento de una tomatera de otra variedad oscila entre 20 a 22 kilos de producto de media.

## Consumo
La producción se centra en el invierno y comienzos de la primavera, que son los momentos más adecuados para el consumo. Fuera de ese tiempo hay tomates raf y similares pero no tienen mucha calidad y se resienten su sabor y consistencia.
Para una degustación correcta se debe esperar al punto de maduración preciso, cuando comienza a adquirir un tono rojizo. Una de las formas más simples para su degustación es troceado en crudo con aceite de oliva virgen extra y sal.